# Huércal-Overa
Huércal-Overa – gmina w Hiszpanii, w prowincji Almería, w Andaluzji, o powierzchni 317,69 km². W 2011 roku gmina liczyła 18 686 mieszkańców.